# Benedikt Maria Kramer
Benedikt Maria Kramer (* 10. September 1979 in Dachau) ist ein deutscher Schriftsteller und Musiker.

## Werdegang
Nach einer  Ausbildung zum Steinmetz studierte Kramer unter anderem Medienkunst an der Staatlichen Hochschule für Gestaltung in Karlsruhe. Er produzierte mehrere Kurzfilme und Dokumentationen. Für seinen Film Die neuen Mieter wurde er 2005 für den ersten Deutschen Nachwuchsfilmpreis nominiert. 
Nach seiner Rückkehr vom Warschauer Kurzfilmfestival 2008 drehte er keine Filme mehr und beendete sein Studium. In dieser Zeit fing er an, erste Gedichte und Wort-Collagen zu verfassen, die er zusammen mit der Band Rabenbad vertonte. Neben der Band entstand auch das Duo „Das Ding & Alfredo Garcia“ mit dem Musiker und Grafikdesigner Florian Schanz. Rabenbad zählt heute vier Mitglieder und geht regelmäßig auf Tour.
Seit 2010 ist Kramer Herausgeber des Literaturmagazins Superbastard, das seit 2014 vom Songdog Verlag verlegt wird. 
Nach Veröffentlichungen in Tageszeitungen, Literaturzeitschriften und Anthologien erschien 2016 sein erster Gedichtband Glücklichsein ist was für Anfänger. Im selben Jahr folgte Der Mann im gelben Kleid – Hohelied der Flughunde, ein im Freiraum Verlag erschienener lyrischer Schlagabtausch mit der Zürcher Autorin Susann Klossek. 
2018 brachte der Songdog Verlag mit Würdest du die Cops rufen, wenn ich in deiner Einfahrt mein Portemonnaie verbrenne? Kramers zweiten Gedichtband heraus. 
Benedikt Maria Kramer lebt in Augsburg.

## Werke
- my degeneration: the very best of WHO IS WHO. Lyrik. Freiraum, Greifswald 2015, ISBN 978-3-943672-47-3.
- Glücklichsein ist was für Anfänger. Lyrik. Songdog, Wien 2016, ISBN 978-3-9504224-0-5.
- mit Susann Klossek: Der Mann im gelben Kleid – Hohelied der Flughunde. Lyrischer Dialog. Freiraum, Greifswald 2016, ISBN 978-3-943672-95-4.
- In der Nachbarschaft. Lyrik. gONZo, Mainz 2017, ISBN 978-3-944564-24-1.
- Würdest du die Cops rufen, wenn ich in deiner Einfahrt mein Portemonnaie verbrenne? Lyrik. Songdog, Wien 2018, ISBN 978-3-9504675-1-2.